# 존 애스틴
존 애스틴(John Astin, 1930년 3월 30일 ~ )는 미국의 배우, 대학 교수, 성우, 각본가, 영화 제작자이다.

## 출연 작품

### 영화
- 스쿨 오브 라이프 (2005년)
- 베타빌 (2001년)
- 프라이트너 (1996년)
- 햄들의 침묵 (1994년)
- 더 낸니 (1993년) - 닥터 로버츠 역
- 외계인 새 엄마 (1993년)
- 브리스코 카운티 주니어의 모험 (1993년)
- 스텝 바이 스텝 (1991년)
- 마샬의 환상모험 (1991년) - 래드포드 역
- 토마토 대소동 4 (1991년)
- 토마토 대소동 3 (1990년)
- 그렘린 2 - 뉴욕 대소동 (1990년)
- 나이트 라이프 (1989년) - 베린 역
- 토마토 대소동 2 (1988년)
- 틴 울프 2 (1987년)
- 사각의 링 (1986년)
- 휴가 대소동 - 유럽 (1985년)
- 프리키 프라이데이 (1976년)
- 너의 토끼를 알게 되다 (1972년)
- 노인 강도 (1971년)
- 비바 맥스 (1969년)
- 휠러 딜러 (1963년)
- 무브 오버, 달링 (1963년)
- 댓 터치 오브 밍크 (1962년)
- 적응 기간 (1962년)

### 텔레비전
- 배트맨 - 66년 TV 시리즈 (1966년)
- 토마토 대소동 - TV 시리즈 (1990-01, Attack of the Killer Tomatoes)
- 아담스 패밀리 - TV 시리즈 (1998년)
- 제6지대 (1970년)
- 제시카의 추리 극장 (1984년)
- 사랑의 유람선 (1977년)
- 기동순찰대 (1977년)
- 형사 맥밀란 (1971년)
- 아담스 패밀리 (1964년)